# Трохименко Марія Антонівна
Марія Антонівна Трохименко (Маринчак) (?, тепер Вінницька область — ?) — українська радянська діячка, новатор сільськогосподарського виробництва, доярка колгоспу «Росія» Теплицького району Вінницької області. Депутат Верховної Ради УРСР 7—8-го скликань.

## Біографія
Народилася в селянській родині.
З 1950-х років — доярка колгоспу «Росія» села Соболівки Теплицького району Вінницької області. Досягала високих надоїв молока.

## Нагороди
- ордени
- медалі